# Geschwister-Scholl-Platz (München)
Der Geschwister-Scholl-Platz ist der Vorplatz der Ludwig-Maximilians-Universität westlich der Ludwigstraße.
Sein östliches Pendant auf der anderen Seite der Ludwigstraße heißt Professor-Huber-Platz. 

## Gedenken an die Weiße Rose

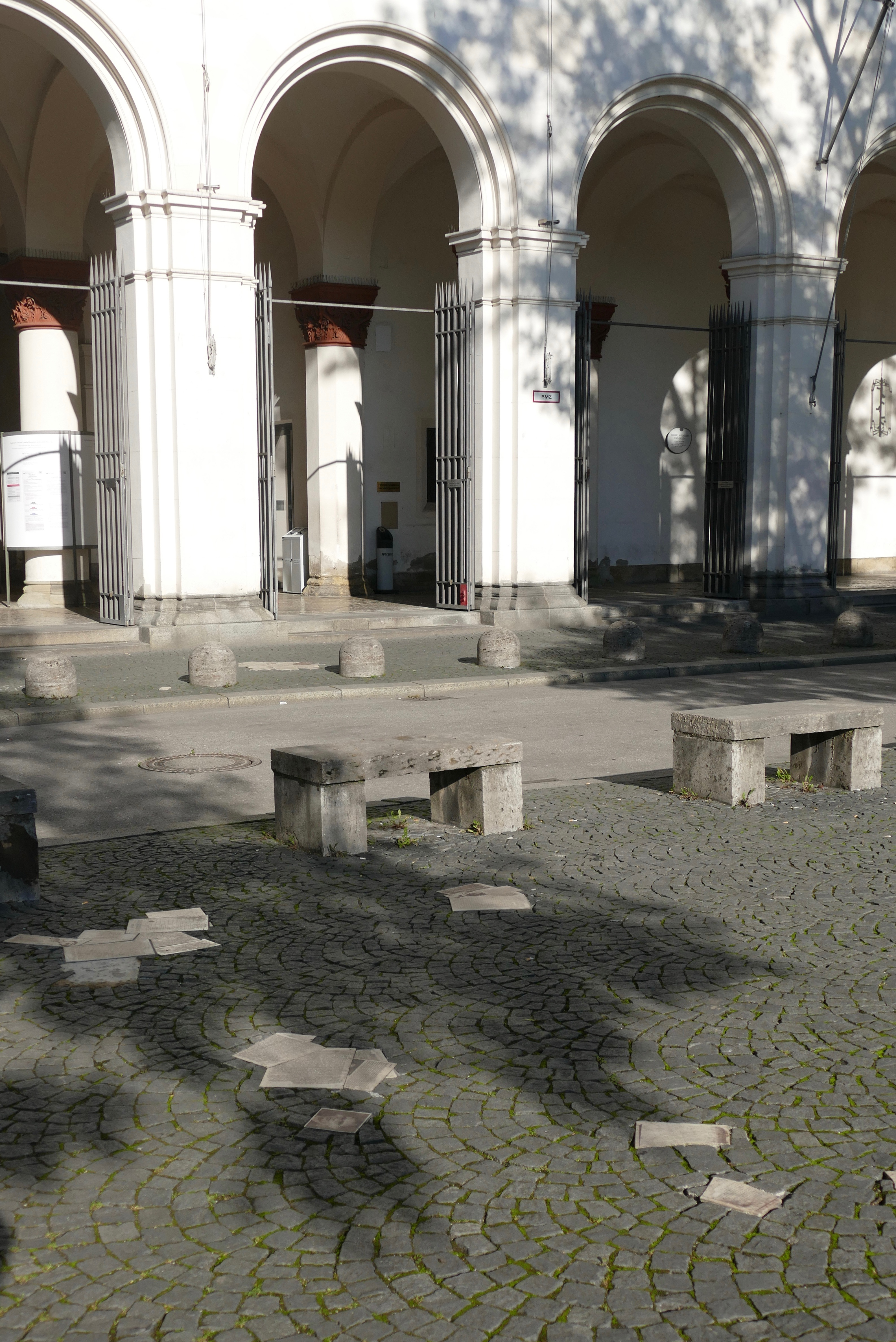
Das Weiße-Rose-Mahnmal auf dem Geschwister-Scholl-Platz erinnert mit verstreuten Flugblättern aus Stein an die Aktionen der Weißen Rose.

Der Platz wurde 1946 nach den Geschwistern Hans und Sophie Scholl benannt, sein östliches Gegenüber nach Professor Kurt Huber. Vor dem Haupteingang der Universität liegt das Mahnmal für die „Weiße Rose“. Es zeigt eine steinerne Nachbildung der Flugblätter. Sie liegen nicht zufällig verstreut auf einer Fläche von ca. 15 m Länge, sondern sie bilden thematische Gruppen. Direkt vor dem Haupteingang befindet sich ein Blätterensemble, das den Verurteilten des ersten Prozesses, Hans und Sophie Scholl sowie Christoph Probst, gewidmet ist. 

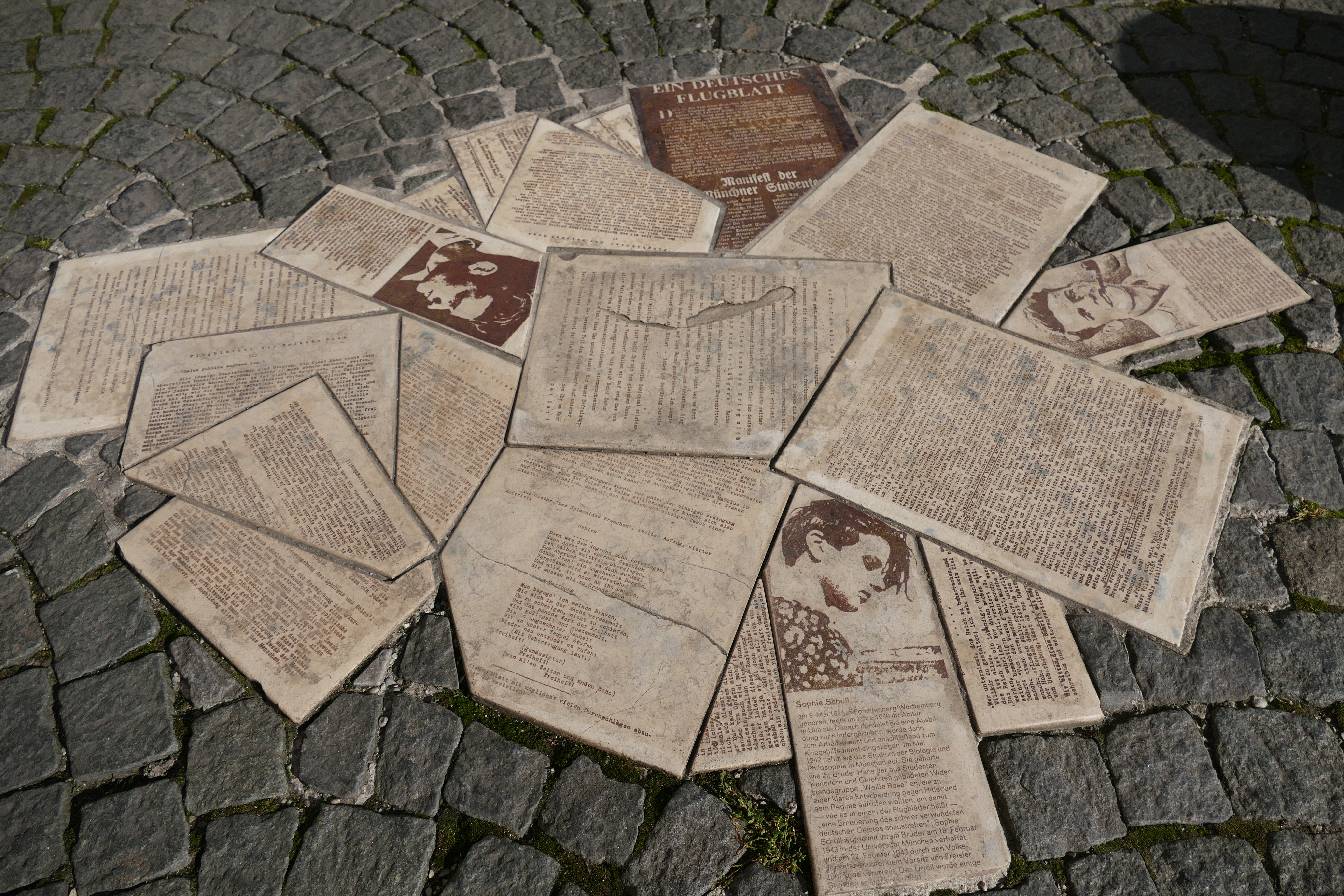
Denkmal für die Geschwister Scholl und Christoph Probst als Teil des Weiße-Rose-Mahnmals

Ein Stück entfernt folgt ein kleiner steinerner Zeitungsausschnitt aus den Münchner Neuesten Nachrichten mit einem Artikel über die Todesurteile. Jenseits der Straße auf dem Platz mit dem Brunnen setzt sich das Mahnmal fort mit einer Dokumenten-Gruppe, die an Alexander Schmorell erinnert, sodann ein Gedenken an Willi Graf mit einem Faksimile seines handschriftlichen Abschiedsbriefs. Der vierte personenbezogene Block erinnert an Hans Leipelt. Das vorletzte Blatt zeigt das Todesurteil, das in drei Teile zerfetzt auf dem Boden liegt. Die Zeitungsnachricht, dass die Todesurteile vollstreckt wurden, bildet den Schlussstein des Mahnmals.

## Brunnen
Auf beiden Plätzen befinden sich Springbrunnen. Sie wurden in den Jahren 1842 bis 1844 nach Plänen von Friedrich von Gärtner geschaffen. Mittlerweile stehen sie unter Denkmalschutz. Da ihre Vorbilder auf dem Petersplatz in Rom stehen, werden sie auch Römische Brunnen genannt. Sie sind im Sockel achteckig, haben jeweils fast 10 Meter Durchmesser und eine 8,20 Meter hohe Brunnensäule. Das hochgeleitete Wasser wird von einer mittleren Schale aufgefangen, um dann wiederum wie ein durchsichtiger Vorhang in das untere Steinbecken zu fallen. Unterhalb der Brunnenschalen befindet sich eine Stützenkonstruktion aus mehreren Säulen, die einen Wartungszugang ermöglichen. Die wasserführenden Rohre wurden mit der Zeit undicht, weshalb ab März 2023 eine Sanierung geplant wurde. Hierbei sollen für 2 Millionen Euro die gesamte Technik erneuert sowie die Außenseiten neu lackiert werden. Die letzte Generalsanierung fand 1955 statt.